# Ed Helms
Edward "Ed" Helms (24. januar 1974) er en amerikansk skuespiller og komiker. Ed Helms er bedst kendt som korrespondent på The Daily Show with Jon Stewart og som Andy Bernard i komedieserien The Office. Senest har han spillet med i den succesfulde komediefilm Tømmermænd i Vegas.